# الأفيون في إيران

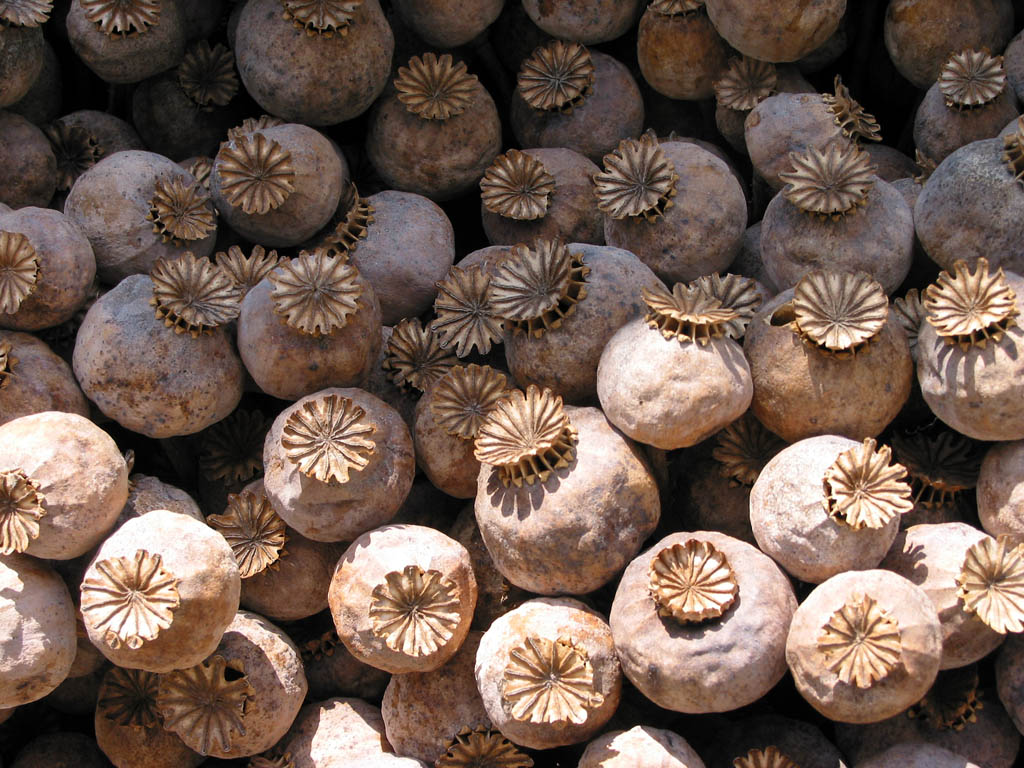
حصاد كبسولات الخشخاش

الأفيون في إيران متوفر على نطاق واسع في البلاد ويعتقد أن إيران لديها أعلى نسبة من المدمنين على المواد الأفيونية في العالم بمعدل 2.8% من الإيرانيين فوق سن 15. وتُقدر الحكومة الإيرانية عدد المدمنين بمليونين نسمة. حيث يمر الأفيون والهيروين من أفغانستان و باكستان —التي تعرف باسم "الهلال الذهبي"— عبر الحدود الشرقية لإيران بكميات كبيرة. ويعتبر المجموع السنوي للأفيون المعترض من قبل السلطات الإيرانية أكبر مما هو عليه في أي بلد آخر،  حيث تعترف الحكومة أنه ليس بإمكانها إلا اعتراض نسبة ضئيلة من آلاف الأطنان التي يتم الاتجار بهن عبر إيران كل عام. تكلفة الأفيون أقل بكثير في إيران مقارنة بدول الغرب، ويعتبر أرخص من البيرة. حيث يمكن شراء ثلاث غرامات من الأفيون  في بلد زاهدان الإيرانية القريبة من الحدود الباكستانية بعشرة ألاف ريال ايراني، أي ما يعادل دولار أمريكي، أي أن كمية واحد كيلوجرام تكلف ما يعادل 330 دولارا. أما في بلدة زابل فإن دولاراً واحداً يجلب خمس غرامات من الأفيون الأفغاني. إضافة لسعره المنخفض، أي الأفيون، فهو يعتبر أكثر شعبية لأن الكحول محرمة ( بالإسلام)  وعليها رقابة مشددة من قبل الحكومة الإيرانية. ووفقا لتقارير رسمية من الحكومة الإيرانية فإن الإستهلاك اليومي في طهران يصل لأربعة طن. ووفقا لتقديرات مكتب الأمم المتحدة المعني بالمخدرات والجريمة فإن 450 طن من الأفيون يتم استهلاكها في إيران كل عام.